# C64 Direct-to-TV

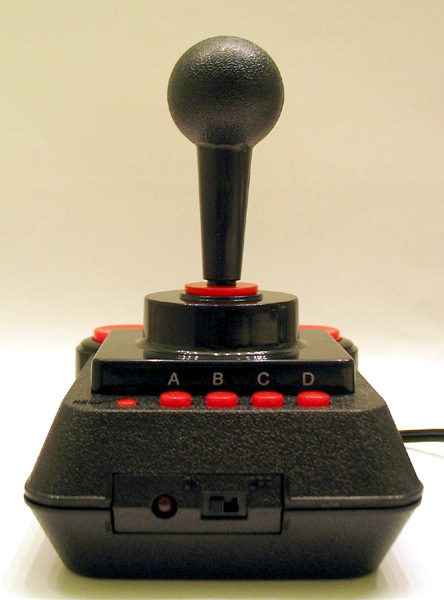
C64DTV

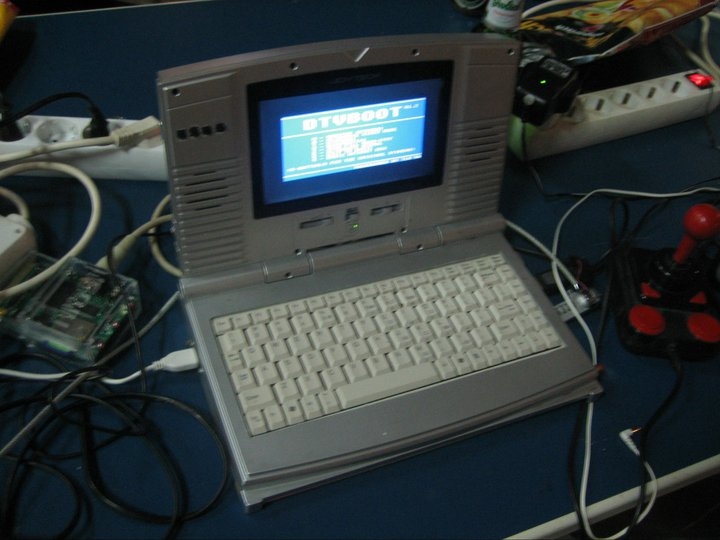
C64DTV är populär att modifiera. Där syns en DTV som byggts om till en fullt funktionell dator.

C64 Direct-to-TV eller C64DTV är en enchipstillämpning av Commodore 64 i en joystick, med 30 inbyggda spel. NTSC-versionen av C64DTV kom ut på den amerikanska marknaden 2004 och påminner om Ataris Atari Classics 10-in-1 men med C64-spel. En PAL-anpassad variant, C64D2TV, kom ut 2005 med en något annorlunda uppsättning inbyggda spel.
C64DTV skapades av Jeri Ellsworth, en självlärd datordesigner. Före C64DTV skapade hon C-One tillsammans med Jens Schönfeld.
Till skillnad från många andra små spelkonsoler inbyggda i en handkontroll som bygger på emulering eller en piratkopierad NES är C64DTV så gott som 100% kompatibel med en riktig C64. På kretskortet har man dessutom tydligt markerade lödpunkter för hur man kan koppla in ett PS/2-tangentbord och en Commodore-diskettstation, för att därmed själv kunna programmera eller spela diskettbaserade spel. Vidare har man utökat C64DTV med extra skärmlägen som inte finns i en äkta C64, vilket har gjort C64DTV till en populär leksak för hackare av olika slag.

## Inbyggda spel
PAL-versionen innehåller en blandning av spel främst från Epyx och Hewson:
| - AlleyKat - California Games - Championship Wrestling - Cyberdyne Warrior - Cybernoid - Cybernoid II - Eliminator - Exolon - Firelord - Gateway to Apshai - Head the Ball - Impossible Mission I - Impossible Mission II - Jumpman Junior - Marauder | - AlleyKat - California Games - Championship Wrestling - Cyberdyne Warrior - Cybernoid - Cybernoid II - Eliminator - Exolon - Firelord - Gateway to Apshai - Head the Ball - Impossible Mission I - Impossible Mission II - Jumpman Junior - Marauder | - Maze Mania - Nebulus - Netherworld - Paradroid - Pitstop - Pitstop II - Ranarama - Speedball - Summer Games - Supercycle - Sword of Fargoal - Uridium - Winter Games - Zynaps |